# ميخائيل جان
ميخائيل جان (بالإنجليزية: Michael Jahn) هو كاتب جريمة أمريكي، ولد في 4 أغسطس 1943 في سينسيناتي في الولايات المتحدة.